# Eucharis bakeriana
Eucharis bakeriana är en amaryllisväxtart som beskrevs av Nicholas Edward Brown. Eucharis bakeriana ingår i släktet Eucharis och familjen amaryllisväxter. Inga underarter finns listade i Catalogue of Life.